# جون غلوفر (لاعب كريكت ويلزي)
جون غلوفر (بالإنجليزية: John Glover)‏ (29 أغسطس 1989 في المملكة المتحدة - ) هو لاعب كريكت بريطاني. لعب مع نادي مقاطعة غلاموركن للكريكت ‏ وDurham University Centre of Cricketing Excellence ‏.

## وصلات خارجية
- جون غلوفر على موقع إي آس بي آن كريك إنفو (الإنجليزية)